# Federazione delle Donne Evangeliche in Italia
La FDEI (Federazione delle Donne Evangeliche in Italia) è un'associazione cristiana di matrice evangelica fondata durante un Congresso svolto a Santa Severa del 1976 dal Movimento femminile battista (MFEB, nato durante l'Assemblea svolta Firenze nel 1947), dal Segretariato per le Attività Femminili Metodista e dalla Federazione Femminile Valdese (FFVM); nel 1998 si sono unite altre realtà evangeliche quali quella luterana, avventista, dell'Esercito della Salvezza e della Chiesa riformata Ticinese. 
Qualche anno prima, infatti, nel 1972 nel mese di maggio si era svolto a Roma il primo Congresso femminile interdenominazionale dedicato alla famiglia e nel 1974 sempre nel mese di maggio a Rimini il secondo Congresso durante il quale nacque l'idea di unire i vari movimenti femminili in una Federazione.
Attualmente la Federazione collabora con la Federazione delle Chiese Evangeliche in Italia (FCEI) e ha sede a Roma in via Firenze n.38: è costituita da Unioni femminili evangeliche, ma anche da singole donne, operanti in Italia o di lingua italiana operanti all’estero, che si riconoscono unite nella comune testimonianza cristiana. 
È membro del movimento ecumenico che organizza ogni anno la GMP (Giornata Mondiale di Preghiera).

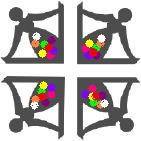

Il suo simbolo, ideato da Tea Tonarelli, è una croce formata dalle sagome nere di quattro donne stilizzate con le braccia allargate protese le une verso le altre e desiderose di lavorare armonicamente insieme. Dal 2006 le larghe gonne scure delle sagome sono state colorate da grandi pois policromi dall'allora Segretaria Nazionale, Virginia Mariani, a simboleggiare le belle e preziose differenze che caratterizzano le donne della Federazione. 
Nel 2016 ha celebrato i suoi quarant'anni con il libro Innovatrici complementari o scomode? Donne delle chiese evangeliche, a cura di Dora Bognandi, Lina Ferrara e Gianna Urizio, Edizioni Com Nuovi Tempi.
La FDEI è parte integrante della FCEI (Federazione delle Chiese Evangeliche in Italia) e all'interno del sito è presente nella sezione sezione "Donne".

## Attività
La FDEI è impegnata nella riscoperta delle figure femminili nei testi biblici, nonché nella rilettura degli stessi dal punto di vista femminile, e nella lotta alla violenza sulle donne.
Tra le pubblicazioni si annoverano il Diario di preghiera - 16 giorni per Vincere la violenza, che esce nel mese di novembre, e Il Notiziario, pubblicato trimestralmente nel settimanale di informazione delle Chiese Protestanti Riforma.

## Presidenti
- Lidia Aquilante
- Vera Velluto
- Adriana Cavina
- Maria Chiarelli
- Doriana Giudici
- Daniela Ferraro
- Greetje van der Veer
- Gianna Urizio
- Dora Bognandi
- Gabriela Lio
- Mirella Manocchio